# Sebastian Lander
Sebastian Lander (født 11. marts 1991 i Køge) er en dansk tidligere cykelrytter.
Lander blev i 2009 verdensmester for juniorer i pointløb på bane.
I 2012 blev han danmarksmester i linjeløb for både U23-ryttere og i seniorrækken med 14 dages mellemrum.